# مايستيك (كونيتيكت)
مايستيك (بالإنجليزية: Mystic, Connecticut)‏ هي قرية و أماكن مخصصة للتعداد تقع في الولايات المتحدة في مقاطعة نيو لندن. يقدر عدد سكانها بـ 4,205 نسمة ومساحتها 9.8 كم2 وترتفع عن سطح البحر 3 متر.

## التركيبة السكانية
حدّد مكتب تعداد الولايات المتحدة بيانات التركيبة السكانية لمايستيك في تعداد الولايات المتحدة. في ما يلي، التركيبة السكانية حسب تعدادي 2000 و2010.

### تعداد عام 2000
بلغ عدد سكان مايستيك 4,001 نسمة بحسب تعداد عام 2000، وبلغ عدد الأسر 1,797 أسرة وعدد العائلات 996 عائلة مقيمة في المنطقة السكنية. في حين سجلت الكثافة السكانية 408.3 نسمة لكل كيلومتر مربع (1,057.5/ميل2). وبلغ عدد الوحدات السكنية 1,988 وحدة بمتوسط كثافة قدره 202.9 لكل كيلومتر مربع (525.5/ميل2).
وتوزع التركيب العرقي للمنطقة السكنية بنسبة 95.78% من البيض و0.80% من الأمريكيين الأفارقة و0.40% من الأمريكيين الأصليين و1.35% من الأمريكيين ذوي الأصول الآسيوية و0.02% من سكان جزر المحيط الهادئ و0.35% من الأعراق الأخرى و1.30% من عرقين مختلطين أو أكثر و1.35% من الهسبانيون أو اللاتينيون من أي عرق.
بلغ عدد الأسر 1,797 أسرة كانت نسبة 22% منها لديها أطفال تحت سن الثامنة عشر تعيش معهم، وبلغت نسبة الأزواج القاطنين مع بعضهم البعض 45.6% من أصل المجموع الكلي للأسر، ونسبة 7% من الأسر كان لديها معيلات من الإناث دون وجود شريك،  بينما كانت نسبة 2.8% من الأسر لديها معيلون من الذكور دون وجود شريكة وكانت نسبة 44.6% من غير العائلات. تألفت نسبة 35.3% من أصل جميع الأسر من عدة أفراد يعيشون في نفس المنزل ونسبة 9.1% كانت تتألف من شخص يعيش بمفرده يبلغ من العمر 65 عاماً أو أكثر. وبلغ متوسط حجم الأسرة المعيشية 2.10، أما متوسط حجم العائلات فبلغ 2.76.
بلغ العمر الوسطي للسكان 43.0 عاماً. وكانت نسبة 16.5% من القاطنين تحت سن الثامنة عشر، وكانت نسبة 4.8% بين الثامنة عشر والرابعة والعشرين عاماً، ونسبة 30.7% كانت واقعةً في الفئة العمرية ما بين الخامسة والعشرين والرابعة والأربعين عاماً، ونسبة 26.8% كانت ما بين الخامسة والأربعين والرابعة والستين، ونسبة 15.6% كانت ضمن فئة الخامسة والستين عاماً فما فوق. يوجد لكل 100 أنثى 95.3 ذكر، ويوجد لكل 100 أنثى في الثامنة عشر من عمرها فما فوق 92.6 ذكر.
بلغ متوسط دخل الأسرة في المنطقة السكنية 62,236 دولارًا، أما متوسط دخل العائلة فبلغ 70,625 دولارًا. وكان متوسط دخل الذكور 50,036 دولارًا مقابل 32,400 دولارًا للإناث. وسجل دخل الفرد الخاص بالمنطقة السكنية 33,376 دولارًا. وكانت نسبة 1.6% من العائلات ونسبة 3.1% من السكان تحت خط الفقر، وكان من هؤلاء نسبة 2.9% تحت سن الثامنة عشر ونسبة 5.9% في الخامسة والستين من العمر وما فوق.

### تعداد عام 2010
بلغ عدد سكان مايستيك 4,205 نسمة بحسب تعداد عام 2010، وبلغ عدد الأسر 2,031 أسرة وعدد العائلات 1,045 عائلة مقيمة في المنطقة السكنية. في حين سجلت الكثافة السكانية 429.1 نسمة لكل كيلومتر مربع (1,111.4/ميل2). وبلغ عدد الوحدات السكنية 2,373 وحدة بمتوسط كثافة قدره 242.1 لكل كيلومتر مربع (627.0/ميل2).
وتوزع التركيب العرقي للمنطقة السكنية بنسبة 93.56% من البيض و0.83% من الأمريكيين الأفارقة و0.38% من الأمريكيين الأصليين و2.57% من الأمريكيين ذوي الأصول الآسيوية و0.02% من سكان جزر المحيط الهادئ و0.93% من الأعراق الأخرى و1.71% من عرقين مختلطين أو أكثر و2.78% من الهسبانيون أو اللاتينيون من أي عرق.
بلغ عدد الأسر 2,031 أسرة كانت نسبة 17.9% منها لديها أطفال تحت سن الثامنة عشر تعيش معهم، وبلغت نسبة الأزواج القاطنين مع بعضهم البعض 42.1% من أصل المجموع الكلي للأسر، ونسبة 6.3% من الأسر كان لديها معيلات من الإناث دون وجود شريك،  بينما كانت نسبة 3.1% من الأسر لديها معيلون من الذكور دون وجود شريكة وكانت نسبة 48.5% من غير العائلات. تألفت نسبة 41.3% من أصل جميع الأسر من عدة أفراد يعيشون في نفس المنزل ونسبة 19% كانت تتألف من شخص يعيش بمفرده يبلغ من العمر 65 عاماً أو أكثر. وبلغ متوسط حجم الأسرة المعيشية 1.96، أما متوسط حجم العائلات فبلغ 2.66.
بلغ العمر الوسطي للسكان 51.4 عاماً. وكانت نسبة 14.9% من القاطنين تحت سن الثامنة عشر، وكانت نسبة 5% بين الثامنة عشر والرابعة والعشرين عاماً، ونسبة 20.7% كانت واقعةً في الفئة العمرية ما بين الخامسة والعشرين والرابعة والأربعين عاماً، ونسبة 30.2% كانت ما بين الخامسة والأربعين والرابعة والستين، ونسبة 29.2% كانت ضمن فئة الخامسة والستين عاماً فما فوق. وتوزع التركيب الجنسي للسكان بنسبة 45.9% ذكور و54.1% إناث.

## أعلام
- جون ديركس
- جاك إيتون
- إد موراي
- جون إيثان هيل
- ويليام ماسون